# Neil Gaiman

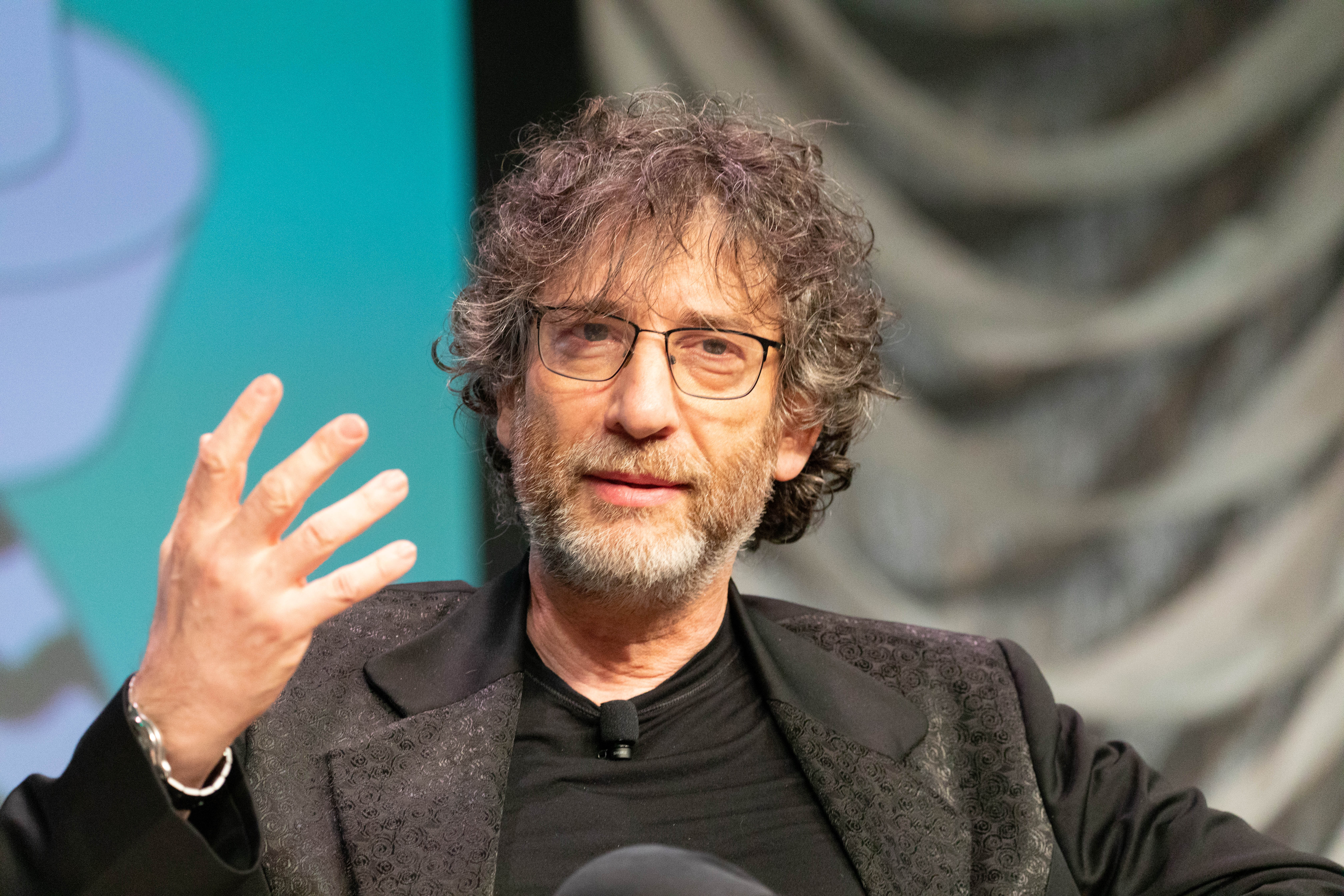
Neil Gaiman (2019)

Neil Richard Gaiman (* 10. November 1960 in Portchester) ist ein britischer Autor zahlreicher Science-Fiction- und Fantasygeschichten, Comics und Drehbücher.
Zu seinen bekanntesten Werken zählen die Serie Sandman, das Jugendbuch Coraline und mehrfach ausgezeichnete Werke wie American Gods (2002), Anansi Boys (2006), Das Graveyard-Buch (2008) und der Roman Der Ozean am Ende der Straße (2013).
Im Jahr 2019 wurde Neil Gaiman für sein Lebenswerk in die Science Fiction and Fantasy Hall of Fame aufgenommen.

## Leben
Gaiman entstammt einer seit Anfang des 20. Jahrhunderts in England ansässigen jüdischen Familie, die der Scientology-Kirche angehörte. Als Jugendlicher hatte er den Wunsch, als Comicautor zu arbeiten. Ein Berufsberater verwies jedoch auf die geringen Erfolgsaussichten und riet dem 16-Jährigen, zunächst eine Ausbildung zu absolvieren.
In den frühen 1980er Jahren arbeitete Gaiman als freier Journalist und schrieb Interviews, Artikel und Rezensionen für verschiedene britische Magazine. In dieser Zeit veröffentlichte er sein erstes Buch, eine Biografie über die Band Duran Duran, sowie eine große Anzahl von Artikeln im Knave Magazine. Außerdem verfasste er Don't Panic: The Official Hitchhiker's Guide to the Galaxy Companion über Douglas Adams.
In den 1980er Jahren lebte Gaimans Interesse an Comicgeschichten wieder auf. Nachdem er Freundschaft mit dem Comicautor Alan Moore geschlossen hatte, begann er selbst Comics zu verfassen. Zusammen mit seinem Mitarbeiter und langjährigem Freund Dave McKean schuf er Violent Cases und Signal to Noise. Er erhielt einen Auftrag von DC Comics und verfasste die Mini-Serie Black Orchid.

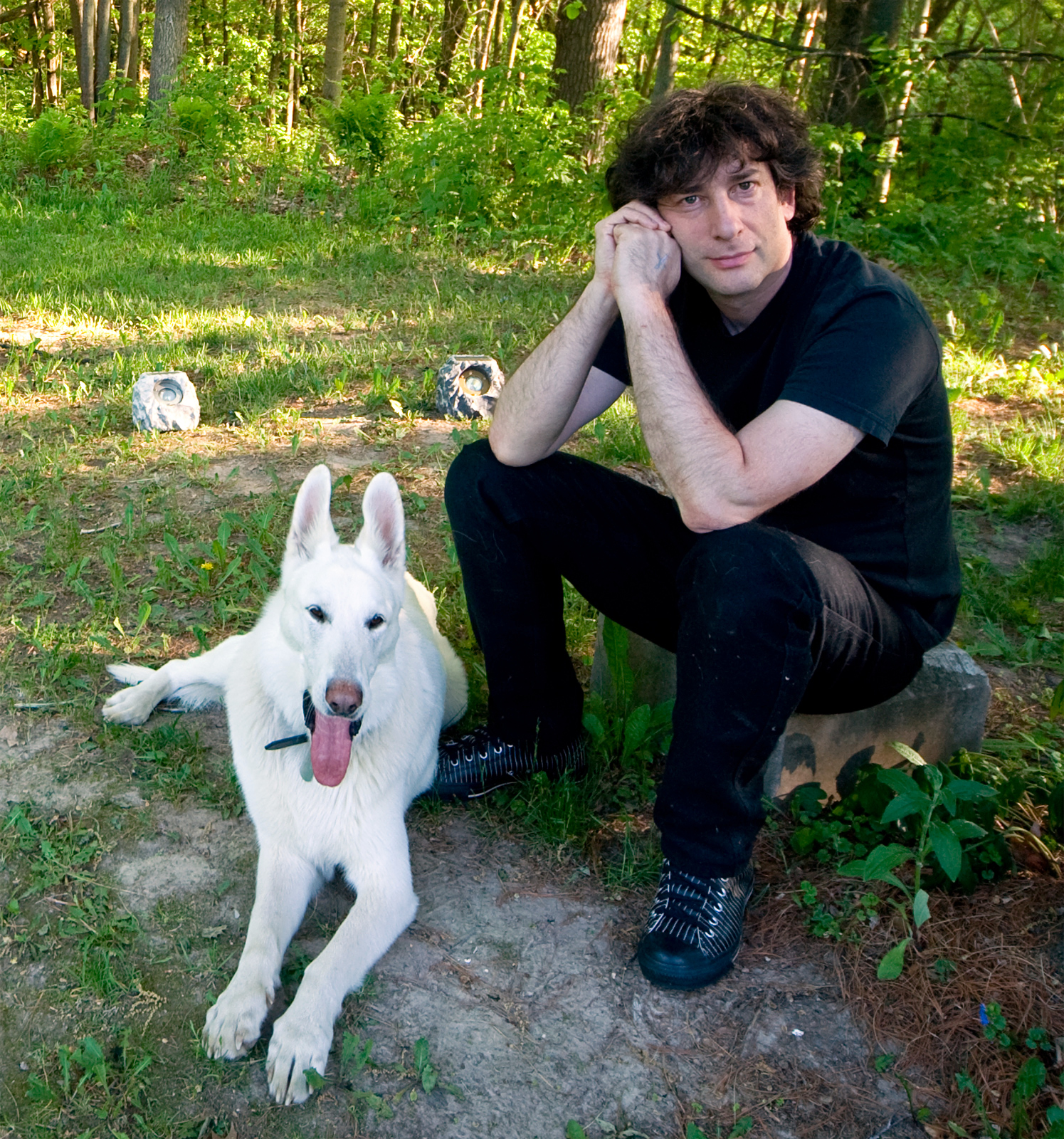
Neil Gaiman (2009)

Gaiman schrieb eine Vielzahl von Comics für mehrere Verlage. Am bekanntesten wurde seine Serie Sandman, deren Protagonist Dream der Herrscher des Traumreichs ist. Die 1988 gestartete Serie fand sofort großen Anklang und wurde erst nach acht erfolgreichen Jahren 1996 eingestellt, allerdings nicht wegen nachlassenden Publikumsinteresses, sondern weil Gaiman seine Geschichte zu Ende erzählt hatte. Alle 75 Einzelausgaben wurden nach Abschluss der Serie als zehnbändige Sammlung veröffentlicht.
1991 veröffentlichte Gaiman The Books of Magic, eine vierteilige Miniserie, die in der mystischen und magischen Welt der DC-Comics angesiedelt ist. Held der Serie ist ein englischer Teenager, der vom Schicksal auserkoren wurde, der Welt größter Magier zu werden. Aus dem Comic entwickelte sich eine Fortsetzung gleichen Titels, die größtenteils von John Ney Rieber verfasst wurde.
1992 zog Gaiman in die Vereinigten Staaten um. Er wandte sich nun der erzählenden Literatur zu, da er meinte, dem Medium Comic zumindest vorläufig nichts mehr hinzufügen zu können. Seinen ersten Roman, Ein gutes Omen, eine Erzählung über eine bevorstehende Apokalypse, schrieb er bereits während der Arbeit an Sandman zusammen mit Terry Pratchett. Nach Abschluss der Comicserie folgten u. a. Neverwhere (deutsch Niemalsland), beruhend auf der gleichnamigen BBC-Fernsehserie, für die Gaiman die Drehbücher geschrieben hatte, Stardust (deutsch Sternwanderer), der Kurzgeschichtenband Smoke and Mirrors und die Romane American Gods sowie The Ocean at the End of the Lane (deutsch Der Ozean am Ende der Straße). American Gods bezeichnete er selbst als den Roman, der seinem Sandman am nächsten kommt. Darüber hinaus schrieb Gaiman Liedtexte, Gedichte und Novellen.
Seine Kinderbücher The day I swapped my dad for two goldfish, Coraline, Wolves in the Walls und The Graveyard Book (deutsch Das Graveyard-Buch) wurden von Dave McKean illustriert, der auch die Sandman-Cover gestaltete und den Gaiman als guten Freund betrachtet.
Als erstem Autor gelang es Gaiman, für sein 2008 erschienenes Graveyard Book gleich zwei begehrte Literaturpreise zu erhalten; ihm wurden dafür die Newbery Medal und die Carnegie Medal verliehen.
Gaiman unterhält seit Anfang der 1990er Jahre eine enge Freundschaft zur Sängerin Tori Amos. Auf jedem ihrer Alben wird er in mindestens einem Song erwähnt, wenn auch mitunter stark verschlüsselt. Er schrieb Vorworte zu mehreren ihrer Tourprogramme und trug einige Sätze zum Booklet ihres Albums Strange Little Girls bei.

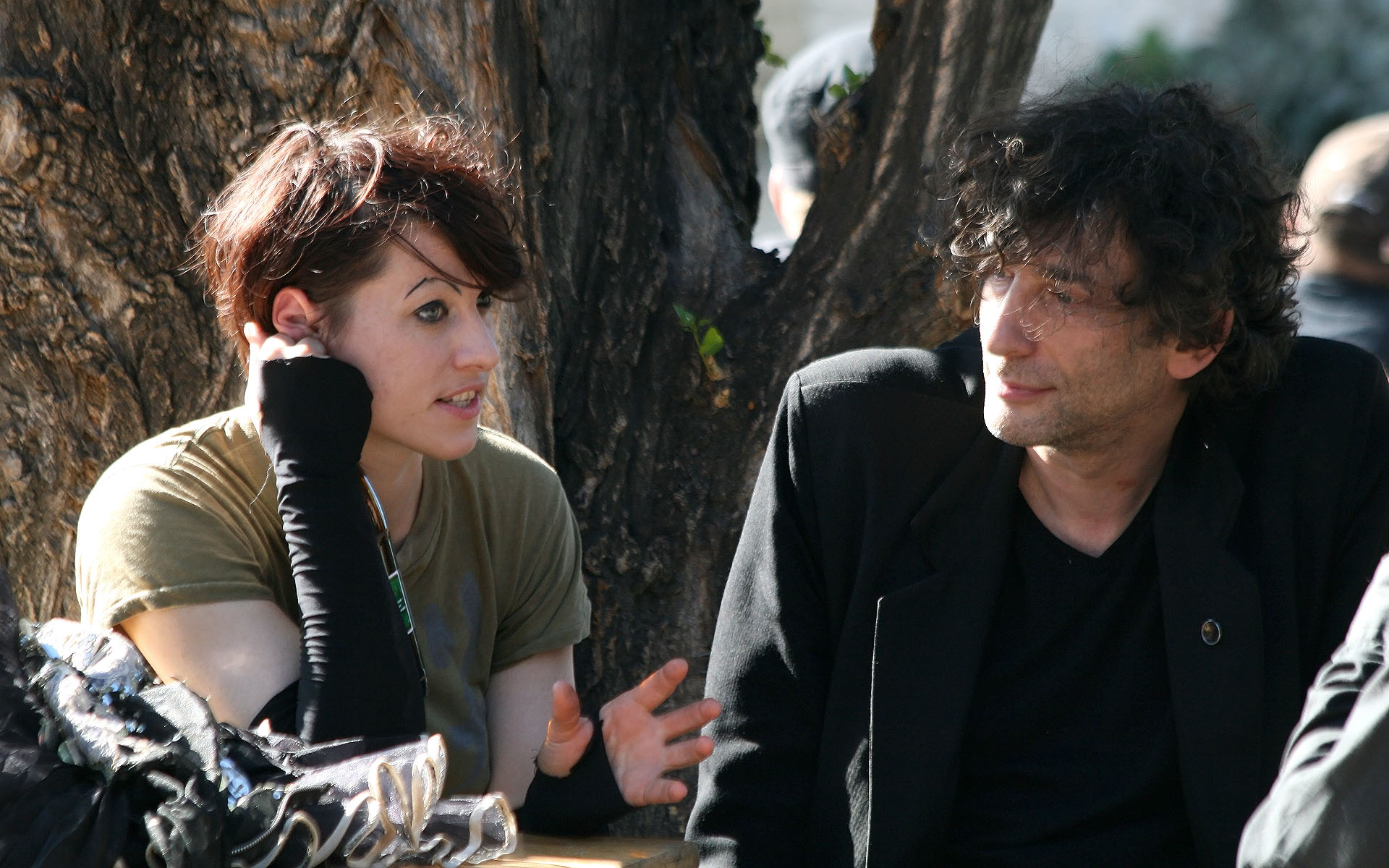
Neil Gaiman und seine Frau Amanda Palmer (Arena 2011)

Gaiman, Vater von vier Kindern, lebt seit 2002 nahe Minneapolis in den USA. Ab Ende 2008 war er mit der Musikerin Amanda Palmer (The Dresden Dolls) liiert, die er im Januar 2011 heiratete. Mit ihr arbeitete er an gemeinsamen Projekten wie beispielsweise „Who Killed Amanda Palmer“. Im September 2015 kam ihr gemeinsamer Sohn zur Welt. Im November 2022 gab das Paar seine Scheidung bekannt.
2018 hatte Gaiman einen Cameo-Auftritt in der Sitcom The Big Bang Theory: Er spielt sich selbst als Kunde im Comicbuchladen, twittert darüber und macht den Laden bekannter. Darüber hinaus tritt er in der Folge Homers Sieben als Autor (The Book Job, Staffel 23, Episode sechs) und in der Halloween-Folge Der Exorzismus von Maggie Simpson (Staffel 29, Episode vier) der Zeichentrickserie Die Simpsons auf. Die drei schwarzhumorige Kurzgeschichten umfassende Halloween-Folge der Simpsons enthält eine erzählerische Parodie auf Gaimans Roman Coraline, in der Gaiman im englischsprachigen Original die Stimme der Katze Schneeball V. spricht.
Im Sommer 2024 wurden Vorwürfe der sexuellen Nötigung gegen Gaiman veröffentlicht. Fünf Frauen warfen ihm sexuelle Nötigung und Übergriffe vor. Weitere Vorwürfe und Hintergründe wurden im Januar 2025 bekannt.

## Auszeichnungen
Gaiman rangiert unter den Top Ten der (noch lebenden) postmodernen Autoren im Dictionary of Literary Biography. Er wurde für sein Werk vielfach prämiert. Bereits in den 1990er Jahren gingen mehrere Eisner Awards in unterschiedlichen Kategorien an Gaiman, darunter von 1991 bis 1994 viermal in Folge der Preis als bester Autor. Er ist Ehrendoktor der Philadelphia University of Arts und der University of St Andrews.
| Jahr | Werk                                              | Auszeichnung                                        | Anmerkungen |
| ---- | ------------------------------------------------- | --------------------------------------------------- | --- |
| 1991 | A Midsummer Night's Dream, Teil der Sandman-Reihe | World Fantasy Award                                 | Erstverleihung für einen Comic                                                                                       |
| 2002 | Sternwanderer (engl. Stardust)                    | Geffen-Preis                                        | Fantasy-Buch |
| 2002 | American Gods                                     | Hugo Award, Locus Award und Nebula Award            | Nebula Award für Besten Roman                                                                                        |
| 2003 | Coraline                                          | Kinderbuchpreis der American Library Association    | [ 21 ] |
| 2006 | Anansi Boys                                       | British Fantasy Award, Locus Award und Geffen-Preis | Geffen-Preis für das beste Fantasy-Buch                                                                              |
| 2009 | Das Graveyard-Buch                                | Newbery Medal und Hugo Award                        | Die Newbery Medal gilt als angesehenster Kinderbuchpreis der Vereinigten Staaten Hugo Award in der Rubrik Best Novel |
| 2010 | Das Graveyard-Buch                                | Carnegie Medal                                      | renommierter britischer Kinderbuchpreis                                                                              |
| 2011 | Der lächelnde Odd und die Reise nach Asgard       | Deutscher Phantastik Preis,                         | als bester Roman International                                                                                       |
| 2013 | Der Ozean am Ende der Straße                      | Locus Award und Britischer National Book Award      | Book of the Year |
| 2015 | Der Ozean am Ende der Straße                      | Deutscher Phantastik Preis und Geffen-Preis         | Book of the Year |
| 2015 | Lebenswerk                                        | Science Fiction and Fantasy Hall of Fame            | [ 1 ] |

## Werke (Auswahl)

### Comics
- Violent Cases, zusammen mit Dave McKean, Titan Books, 1987.
- Black Orchid #1–3, zusammen mit Dave McKean, DC Comics, 1988.
- The Sandman, zusammen mit verschiedenen Künstlern, DC Comics, 1988–1996.
- Miracleman #17–24, zusammen mit verschiedenen Künstlern, Eclipse Comics, 1990–1993.
- Books of Magic #1–4, zusammen mit verschiedenen Künstlern, DC Comics, 1991.
- Signal to Noise, zusammen mit Dave McKean, VG Graphics/Dark Horse Comics, 1992.
- Death: The High Cost of Living #1–3, zusammen mit Chris Bachalo, Vertigo, 1993.
- The Tragical Comedy or Comical Tragedy of Mr. Punch, zusammen mit Dave McKean, Vertigo, 1994.
- The Last Temptation, zusammen mit Michael Zulli (Die Story basiert auf Alice Coopers Album The Last Temptation), Marvel Comics, 1994.
- Angela, zusammen mit Todd McFarlane, Image Comics, 1995.
- Death: The Time Of Your Life, zusammen mit Chris Bachalo, Vertigo, 1996.
- Neil Gaiman's Midnight Days, (Eine Sammlung früher Werke zusammen mit verschiedenen Künstlern), Vertigo, 1999.
- Green Lantern/Superman: Legend of the Green Flame, (One-Shot), zusammen mit verschiedenen Künstlern, DC Comics, 2000; dt. bei Panini Comics, 2001.
- Harlequin Valentine, zusammen mit John Bolton, Dark Horse Comics, 2001.
- Murder Mysteries, Illustrationen von Philip Craig Russell, Dark Horse Books, 2002.
- 1602 #1–8, zusammen mit Andy Kubert, Marvel Comics, 2003.
- Endless Nights, zusammen mit verschiedenen Künstlern, Vertigo, 2003.
- Creatures of the Night, zusammen mit Michael Zulli, Dark Horse Comics, 2004.
- Eternals #1–7, zusammen mit John Romita Jr., Marvel Comics, 2006–2007.

### Romane
- Good Omens – The Nice and Accurate Prophecies of Agnes Nutter, Witch, zusammen mit Terry Pratchett, Random House, London, 1990. ISBN 0-552-13703-0;
  - dt.: Ein gutes Omen, Piper, 1997, ISBN 3-492-28505-8.
- Neverwhere, BBC Books, London, 1996, ISBN 0-7472-6668-9;
  - dt.: Niemalsland, Heyne, 1996 (erweiterte Fassung 2005), ISBN 3-453-13757-4.
- Stardust (illustriert von Charles Vess), Random House, London, 1999, ISBN 1-56389-470-X;
  - dt.: Sternwanderer, Panini Comics, 2007, ISBN 978-3-453-50141-6.
- American Gods Harper Collins, 2001;
  - dt.: American Gods, Heyne, 2003 (erweiterte Fassung 2004), ISBN 3-453-87422-6.
- Anansi Boys, HarperCollins, 2005, ISBN 0-06-051519-8;
  - dt.: Anansi Boys, Heyne, 2007, ISBN 978-3-453-26530-1.
- InterWorld, zusammen mit Michael Reaves, EOS / HarperCollins, 2007;
  - dt.: Interworld, Arena, 2009, ISBN 978-3-401-50130-7.
- The Ocean at the End of the Lane, William Morrow, 2013, ISBN 978-0-06-225565-5;
  - dt.: Der Ozean am Ende der Straße, Eichborn, Köln 2014, ISBN 978-3-8479-0579-0.

### Kinderliteratur
- The Day I Swapped My Dad for Two Goldfish, illustriert von Dave McKean, White Wolf Publishing, 1997, ISBN 1-56504-944-6.
- Coraline, illustriert von Dave McKean, HarperCollins, New York, 2002, ISBN 0-380-97778-8, dt.: Coraline, Heyne, 2005, ISBN 978-3-453-40060-3. Ebenso bei Arena ISBN 978-3-401-06445-1.
- The Wolves in the Walls, illustriert von Dave McKean, HarperCollins, New York, 2003, ISBN 0-380-97827-X. dt. Die Wölfe in den Wänden, Carlsen, 2003, ISBN 3-551-51648-0.
- The Graveyard Book, HarperCollins, New York, 2008, illustriert von Dave McKean, ISBN 0-06-053092-8; Bloomsbury, London, 2008, illustriert von Chris Riddell, ISBN 0-7475-6901-0. dt. Das Graveyard-Buch, Arena, Würzburg 2009, ISBN 978-3-401-06356-0.
- Odd and the Frost Giants (illustriert von Mark Buckingham), Bloomsbury Publishing PLC, März 2008, ISBN 0-7475-9538-0; dt.: Der lächelnde Odd und die Reise nach Asgard, Arena Verlag GmbH, Mai 2010, ISBN 978-3-401-06553-3.
- Fortunately, the Milk … (illustriert von Chris Riddell), Bloomsbury, 2013, ISBN 978-1-4088-4176-1; dt.: Die verrückte Ballonfahrt mit Professor Stegos Total-locker-in-der-Zeit-Herumreisemaschine, Arena Verlag GmbH, März 2014, ISBN 978-3-401-60013-0.
- Cinnamon (illustriert von Divya Srinivasan), HarperCollins, Mai 2017, ISBN 978-0-06-239961-8.

### Prosa
(einschließlich der Werke, die als illustrierte Texte erschienen)
- Ghastly Beyond Belief: The Science Fiction and Fantasy Book of Quotations (eine Sammlung von Film- und Buchzitaten), zusammen mit Kim Newman, 1985.
- Don't Panic: The Official Hitchhikers Guide to the Galaxy Companion, Titan Books, 1987, ISBN 1-85286-013-8, dt.: Keine Panik. Mit Douglas Adams durch die Galaxis (Ein Guide zu Douglas Adams’ Trilogie), Ullstein, Berlin, 1990, ISBN 3-548-22272-2.
- Now we are Sick – Anthology of Nasty Verse (eine Sammlung von Kurzgeschichten), Herausgeber zusammen mit Stephen Jones. Darin enthalten sind Gedichte von Alan Moore, John Ramsey Campbell, Gene Wolfe, Raphael Aloysius Lafferty, Terry Pratchett, Brian Aldiss, Kim Newman, Diana Wynne Jones u. a., 1991.
- Angels and Visitations (Kurzgeschichtensammlung), DreamHaven Books, 1993, ISBN 978-0-9630944-2-1.
- Snow, Glass, Apples (Kurzgeschichte), illustriert von Charles Vess, 1994.
- The Sandman Book of Dreams (Kurzgeschichtenanthologie), Herausgeber zusammen mit Ed Kramer. Unter anderem Beiträge von Gene Wolfe, Tad Williams, Steven Brust, Susanna Clarke u. a., Haper Prism, 1996.
- On Cats and Dogs (zwei Kurzgeschichten), 1997.
- Smoke And Mirrors (Kurzgeschichtensammlung), Avon Books, 1998, ISBN 0-380-97364-2, dt.: Die Messerkönigin, Heyne, 2001, ISBN 3-453-17798-3.
- The Sandman: The Dream Hunters, zusammen mit Yoshitaka Amano, Vertigo, 1999.
- Murder Mysteries (limitierte Auflage für ein Hörspiel mit Illustrationen von George Walker), Biting Dog Press, 2001.
- Adventures in the Dream Trade, 2002.
- Snow, Glass, Apples (limitierte Auflage für ein Hörspiel mit Illustrationen von George Walker), Biting Dog Press, 2002.
- A Walking Tour of the Shambles, zusammen mit Gene Wolfe, 2002.
- Little Lit: It Was a Dark and Silly Night, zusammen mit Gahan Wilson, eine Zusammenstellung von Erzählungen verschiedener Autoren und Künstler, herausgegeben von Art Spiegelman und Françoise Mouly, 2003.
- Fragile Things – Short Fictions & Wonders (Kurzgeschichtensammlung), Headline review, 2006. dt.: Zerbrechliche Dinge. Geschichten und Wunder, Klett-Cotta, Stuttgart 2010, ISBN 978-3-608-93876-0.
- Norse Mythology (Annäherung an die nordische Mythologie), 2017. dt.: Nordische Mythen und Sagen, Eichborn, Frankfurt am Main 2017, ISBN 978-3-8479-0636-0.
- The View from the Cheap Seats: Selected Nonfiction, William Morrow, 2017, ISBN 978-0-06-245962-6.

### Hörspiele und Hörbücher
- Warning Contains Language, Erzählungen, vorgetragen von Gaiman, Musik von Dave McKean, 1995.
- Signal to Noise, Hörspiel, 2000.
- American Gods, Hörbuch, gelesen von George Guidall, 2002.
- Coraline, Hörbuch, US-Ausgabe gelesen von Gaiman, britische Ausgabe gelesen von Dawn French, 2002.
- Two Plays for Voices Hörspielumsetzung von Snow, Glass, Apples und Murder Mysteries, 2002.
- Telling Tales, Sammlung von Geschichten, gelesen von Gaiman, 2003.
- The Neil Gaiman Audio Collection, enthält vier seiner Kindergeschichten und ein Interview, gelesen von Gaiman, 2004.
- Die Messerkönigin, Hörbuch (3 CDs) mit 6 der Kurzgeschichten des gleichnamigen Buches, gelesen von Oliver Rohrbeck, Lauscherlounge Records, 2008, ISBN 978-3-7857-3746-0.
- Das Graveyard Buch, Hörbuch in gekürzter Fassung (5 CDs), gelesen von Jens Wawrczeck, Der Hörverlag, 2009, ISBN 978-3-86717-424-4.
- Stardust (gelesen von Neil Gaiman), HarperAudio 2013, ISBN 978-0-06-231432-1
- Die verrückte Ballonfahrt mit Professor Stegos Total-locker-in-der-Zeit Herumreisemaschine, Hörbuch, gelesen von Andreas Fröhlich, Silberfisch, Hamburg 2014, ISBN 978-3-86742-715-9.
- Norse Mythology (gelesen von Neil Gaiman), HarperAudio 2018, ISBN 978-0-06-283448-5
- Nordische Mythen und Sagen, Hörbuch, gelesen von Stefan Kaminski, Lübbe Audio, 2017, ISBN 978-3-7857-5516-7.

### Drehbücher
- Neverwhere, Drehbuch, BBC-Miniserie, Adaption seines eigenen Romans, 1996.
- Prinzessin Mononoke, Adaption für den englischsprachigen Filmmarkt, 1997.
- Babylon 5: Day of the Dead, als Gastautor: Episode 8 der 5. Staffel, 1998.
- MirrorMask, Drehbuch nach einer gemeinsam mit Dave McKean entwickelten Geschichte (McKean führte Regie), 2005.
- Stardust, Drehbuch zur Roman-Verfilmung, (Regie: Matthew Vaughn), 2006.
- Die Legende von Beowulf, zusammen mit Roger Avary, Drehbuch nach dem altenglischen Epos (Regie: Robert Zemeckis), 2007.
- Coraline, Drehbuch zur Kinderbuch-Verfilmung (Regie: Henry Selick & Mike Cachuela), 2007.
- Doctor Who: The Doctor’s Wife, Drehbuch für die 4. Folge der 6. Staffel, 2011.
- Doctor Who: Nightmare in Silver, Drehbuch für die 12. Folge der 7. Staffel, 2013.
- Good Omens, Drehbücher für die sechsteilige BBC-/Amazon-Miniserie, Adaption seines eigenen Romans Ein gutes Omen, 2019.

## Adaptionen
| Literaturvorlage                | EJ Vorlage | Adaption                        | EJ Adaption | Medium                     | Drehbuch                                   | Regie                 | Land, Unternehmen                                                                                 | Anmerkungen |
| ------------------------------- | ---------- | ------------------------------- | ----------- | -------------------------- | ------------------------------------------ | --------------------- | ------------------------------------------------------------------------------------------------- | --- |
| Neverwhere                      | 1996       | Neverwhere                      | 1996        | Miniserie                  | Neil Gaiman                                |                       | UK: British Broadcasting Corporation (BBC)                                                        | |
| –                               | –          | Where’s Neil when you need him? | 2006        | Kompilationsalbum          | –                                          | –                     | Europäische Union: u. a. DE und UK                                                                | Songs verschiedener Independent-Künstler, die von Gaimans Werken inspiriert wurden; darunter deutsche Beiträge von Deine Lakaien, Schandmaul und Joachim Witt; Gaiman verfasste für das Booklet Kommentare zu jedem Song |
| Stardust                        |            | Der Sternwanderer               | 2006        | Spielfilm                  |                                            |                       | UK/ US/ ISL: Paramount Pictures                                                                   | mit Michelle Pfeiffer und Robert De Niro |
| Coraline                        |            | Coraline                        | 2009        | Stop-Motion-Animationsfilm | Claire Jennings, Mary Sandell              | Henry Selick          | US                                                                                                | |
| How to Talk to Girls at Parties |            | How to Talk to Girls at Parties | 2017        | Spielfilm                  | John Cameron Mitchell und Philippa Goslett | John Cameron Mitchell | UK/ US                                                                                            | mit Nicole Kidman und Elle Fanning |
| American Gods                   |            | American Gods                   | 2017–2021   | Fernsehserie               | Bryan Fuller, Michael Green u. a.          | verschiedene          | US                                                                                                | mit Ricky Whittle und Emily Browning |
| Ein gutes Omen                  | 1990       | Good Omens                      | 2019–       | Fernsehserie               | Neil Gaiman                                | Douglas Mackinnon     | UK: BBC / Amazon Studios / The Blank Corporation / Narrativia (Terry Pratchetts Produktionsfirma) | mit David Tennant und Michael Sheen OBE |
| The Graveyard Book              |            |                                 |             | Spielfilm                  |                                            | Henry Selick          |                                                                                                   | in Planung seit 2014 |
| Sandman                         | 1989–1996  | Sandman                         | 2022–       | Fernsehserie               | verschiedene                               | verschiedene          | US: Warner Bros. Television                                                                       | |